# Bingenheim
Bingenheim ist ein Ortsteil der Gemeinde Echzell im hessischen Wetteraukreis.

## Geschichte

### Urgeschichte
Erste Besiedlungen sind durch archäologische Funde und Hügelgräber im Bingenheimer Wald für die Zeit der Michelsberger Kultur nachgewiesen. Bingenheim liegt am Obergermanisch-Raetischen Limes. Südlich des Ortes befand sich in der Römerzeit das Kleinkastell Lochberg.

### Mittelalter

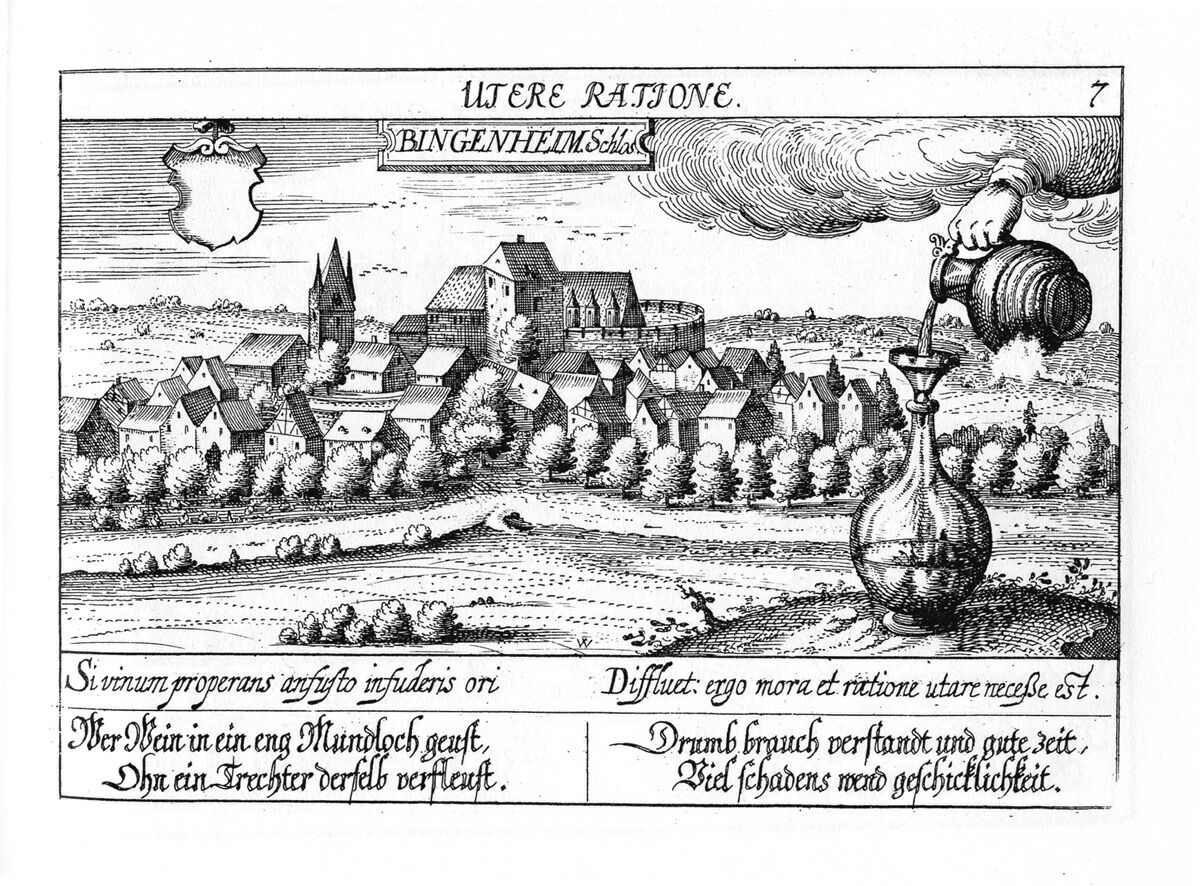
Daniel Meisner/Eberhard Kieser: Thesaurus Philopoliticus oder Politisches Schatzkästlein (1630) mit Schloss und Ort Bingenheim.

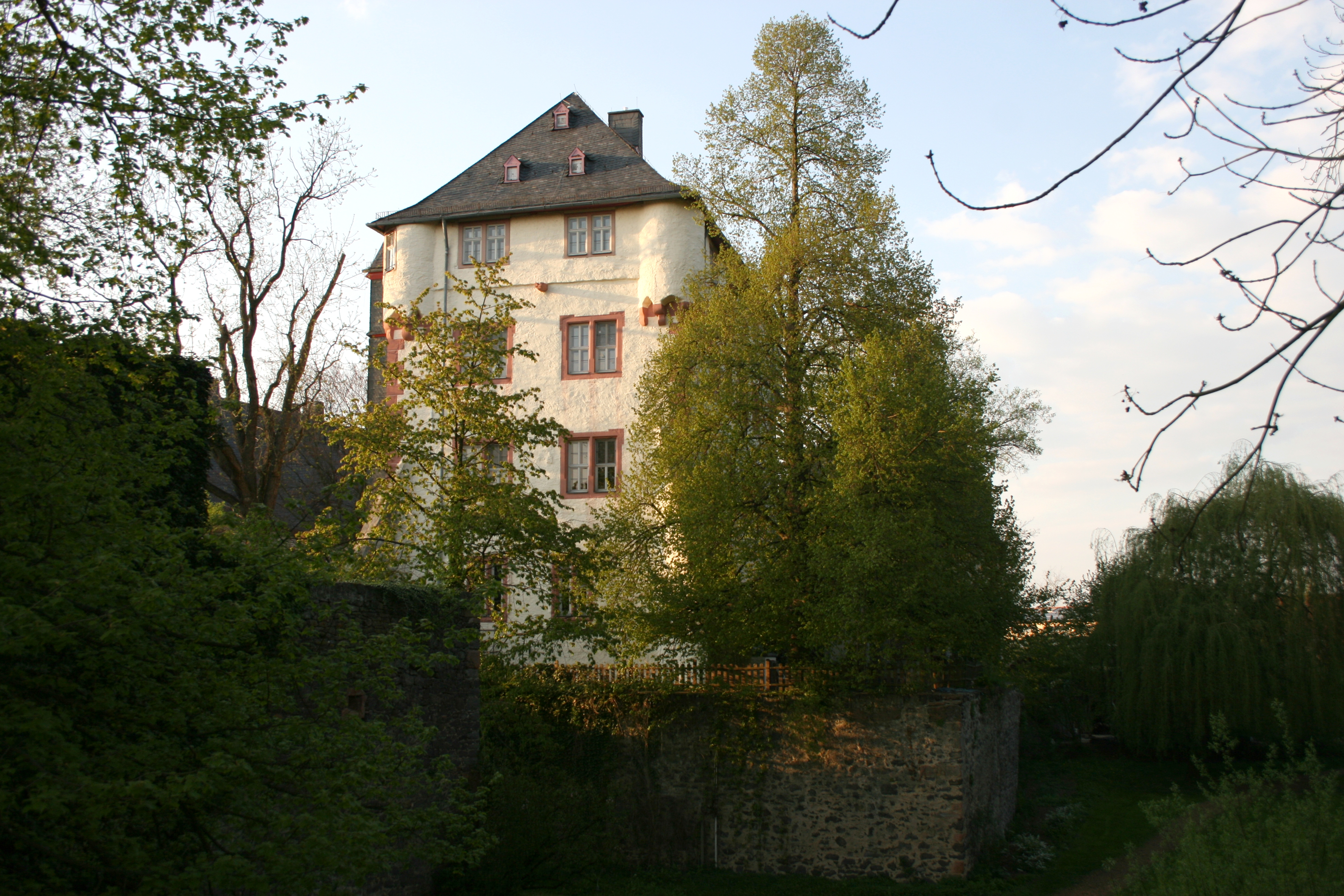
Schloss Bingenheim

Im Jahre 817 schenkte Ludwig der Fromme dem Kloster Fulda die bei Echzell gelegene kleine Burg Bingenheim. Echzell und die Burg bildeten vermutlich eine kleine Mark; die Zahl der dazugehörigen Güter ist mit ungefähr 187 angegeben. Um diese Keimzelle herum schuf sich die Abtei im Laufe der folgenden Jahrhunderte die sogenannte Fuldische Mark. Die Burg Bingenheim blieb fuldischer Eigenbesitz, die Vogtei über die Fuldische Mark dagegen wurde als Lehen an weltliche Herren gegeben. Anfangs war die Vogtei möglicherweise in der Hand der Grafen von Nürings, kam aber um die Mitte des 11. Jahrhunderts an Volkold I. von Malsburg, der damit zum Begründer des Geschlechts der Grafen von Nidda wurde.
Die älteste erhaltene Erwähnung von Bingenheim stammt aus der Zeit zwischen 1015 und etwa 1025 und findet sich im Codex Eberhardi.
1357 erhielt der Fuldaer Abt Heinrich von Kranlucken von Kaiser Karl IV. die Erlaubnis, vor seiner Burg Bingenheim eine Stadt zu gründen, sie zu befestigen und dort einmal wöchentlich einen Markt abzuhalten; später erscheint Bingenheim jedoch wieder als Dorf. Es war Sitz des gleichnamigen Amtes Bingenheim.

### Neuzeit
In der frühen Neuzeit fanden Hexenprozesse statt. Eins der ersten Opfer war 1652 Hans Rau aus Berstadt, der diesem Hexenwahn zum Opfer fiel. Gerichtsakten dazu liegen noch heute im Staatsarchiv Darmstadt. Ein Roman von Georg Schäfer aus dem Jahr 1898 greift dieses Thema unter Benutzung dieser vorhandenen Originalakten auf. Zu der 1200-Jahr-Feier der Gemeinde Echzell 1982 wurde das Stück „Die Hexe von Bingenheim“ unter der Leitung von Gitta von Zittwitz und Ursula Koch mit sehr großen Erfolg uraufgeführt.

Die Ämter-Struktur wurde im Großherzogtum Hessen 1821 aufgelöst. 
 Die bisher von den Ämtern wahrgenommenen Aufgaben wurden Landräten (zuständig für die Verwaltung) und Landgerichten (zuständig für die Rechtsprechung) übertragen. Bingenheim kam so zum Landratsbezirk Nidda und zum Landgericht Nidda. Die gerichtliche Zuständigkeit wechselte 1879 zum Amtsgericht Nidda.
Hessische Gebietsreform (1970–1977)
Im Zuge der Gebietsreform in Hessen wurde zum 1. August 1972 kraft Landesgesetz die bis dahin selbständige Gemeinde Bingenheim als Ortsteil in die Gemeinde Echzell eingegliedert. Ein Ortsbezirk nach der Hessischen Gemeindeordnung wurden nicht errichtet.

### Bevölkerung
Einwohnerentwicklung
| Bingenheim: Einwohnerzahlen von 1834 bis 2022 | Bingenheim: Einwohnerzahlen von 1834 bis 2022 | Bingenheim: Einwohnerzahlen von 1834 bis 2022 | Bingenheim: Einwohnerzahlen von 1834 bis 2022 | Bingenheim: Einwohnerzahlen von 1834 bis 2022 |
| --- | --------------------------------------------- | --------------------------------------------- | --------------------------------------------- | --------------------------------------------- |
| Jahr |                                               |                                               |                                               | Einwohner                                     |
| 1834 | 1834                                          |                                               | 674                                           | 674                                           |
| 1840 | 1840                                          |                                               | 681                                           | 681                                           |
| 1846 | 1846                                          |                                               | 735                                           | 735                                           |
| 1852 | 1852                                          |                                               | 770                                           | 770                                           |
| 1858 | 1858                                          |                                               | 738                                           | 738                                           |
| 1864 | 1864                                          |                                               | 689                                           | 689                                           |
| 1871 | 1871                                          |                                               | 669                                           | 669                                           |
| 1875 | 1875                                          |                                               | 681                                           | 681                                           |
| 1885 | 1885                                          |                                               | 650                                           | 650                                           |
| 1895 | 1895                                          |                                               | 630                                           | 630                                           |
| 1905 | 1905                                          |                                               | 622                                           | 622                                           |
| 1910 | 1910                                          |                                               | 659                                           | 659                                           |
| 1925 | 1925                                          |                                               | 657                                           | 657                                           |
| 1939 | 1939                                          |                                               | 685                                           | 685                                           |
| 1946 | 1946                                          |                                               | 1.003                                         | 1.003                                         |
| 1950 | 1950                                          |                                               | 954                                           | 954                                           |
| 1956 | 1956                                          |                                               | 935                                           | 935                                           |
| 1961 | 1961                                          |                                               | 905                                           | 905                                           |
| 1967 | 1967                                          |                                               | 1.008                                         | 1.008                                         |
| 1970 | 1970                                          |                                               | 966                                           | 966                                           |
| 1980 | 1980                                          |                                               | ?                                             | ?                                             |
| 1990 | 1990                                          |                                               | ?                                             | ?                                             |
| 2000 | 2000                                          |                                               | ?                                             | ?                                             |
| 2011 | 2011                                          |                                               | 1.380                                         | 1.380                                         |
| 2022 | 2022                                          |                                               | 1.468                                         | 1.468                                         |
| Datenquelle: Historisches Gemeindeverzeichnis für Hessen: Die Bevölkerung der Gemeinden 1834 bis 1967. Wiesbaden: Hessisches Statistisches Landesamt, 1968. Weitere Quellen: LAGIS; Zensus 2011, 2022 |                                               |                                               |                                               |                                               |

Religionszugehörigkeit
| • 1961: | 695 evangelische (= 76,80 %), 143 katholische (= 15,80 %) Einwohner |

## Kulturdenkmäler
Siehe: Liste der Kulturdenkmäler in Bingenheim

## Wirtschaft und Infrastruktur
- Im ehemaligen Schloss aus dem 17. Jahrhundert ist seit 1950 die Lebensgemeinschaft Bingenheim, eine anthroposophische Einrichtung mit Schule für Behinderte, untergebracht. Im Jahre 1991 wurde ein Bürgerzentrum errichtet.
- In der Zeit des Nationalsozialismus befand sich in Bingenheim eine von vier Bezirksführerinnenschulen des Reichsarbeitsdienstes der weiblichen Jugend (RADwJ).
- Die Bingenheimer Saatgut AG, 2001 gegründet, ist eine der größten europäischen Produzenten für samenfestes Saatgut.
- Im Ort gibt es sowohl eine evangelische wie auch eine neuapostolische Kirche. Für die jungen Einwohner stehen zwei Kindergärten mit je zwei Gruppen zur Verfügung, nämlich der gemeindliche Kindergarten Lilliput und der Waldorf-Kindergarten.
- Durch Bingenheim verläuft die Landesstraße 3188.
- Im Jahr 1877 begann man in Bingenheim mit dem industriellen Abbau von Basalt. Noch heute wird im südlichen Bereich in einem Steinbruch Basalt abgebaut. Alte Abbauwände in den nahe gelegenen Wäldern deuten aber darauf hin, dass bereits zur Zeit der römischen Besiedlung Basaltgestein primitiv gewonnen wurde.